# ماتياس أوريويلا
ماتياس أوريويلا (بالإسبانية: Matías Orihuela)‏ هو لاعب كرة قدم أرجنتيني في مركز الدفاع، ولد في 17 فبراير 1992 في قرطبة في الأرجنتين. لعب مع إستوديانتيس دي لا بلاتا وكيلمس.

## وصلات خارجية
- ماتياس أوريويلا على موقع قاعدة بيانات كرة القدم.إي يو (الإنجليزية)
- ماتياس أوريويلا على موقع Soccerway.com (الإنجليزية)